# Черноголовая питтоподобная муравьеловка
Черноголовая питтоподобная муравьеловка (лат. Formicarius nigricapillus) — вид воробьиных птиц из семейства муравьеловковых. Выделяют два подвида.

## Распространение
Обитают в Центральной (Коста-Рика, Панама) и Южной (Колумбия и Эквадор) Америке. Естественной средой обитания являются субтропические или тропические леса, как равнинные, так и горные.

## Описание
Длина тела 18 см, масса 58—68 г.

## Биология
Ищут пищу поодиночке или парами. Большую часть времени проводят на земле или вблизи нее. Питаются преимущественно насекомыми (сверчками, тараканами и пр.), но также другими членистоногими и мелкими беспозвоночными.

## Охранный статус
МСОП присвоил виду охранный статус LC.